# 高槻市の地名
- 大阪府 > 高槻市 > 地名

高槻市の地名では、大阪府高槻市内に存在する地名およびその変遷について記す。

## 現行の町名
まず市内の現行の町名を五十音順に列挙する。

### あ行
あ 
- 赤大路町
- 芥川
- 芥川町1 - 4丁目
- 明田町
- 明野町
- 朝日町
- 阿武野1 - 2丁目
- 安満磐手町[1]
- 天川新町
- 天川町
- 安満北の町[2]
- 安満御所の町[3]
- 安満新町[4]
- 安満中の町[5]
- 安満西の町[6]
- 安満東の町[7]
- 安岡寺町1 - 6丁目

 い 
- 井尻1 - 2丁目
- 出灰[8]
- 今城町

 う 
- 美しが丘1 - 2丁目
- 鵜殿
- 浦堂1 - 3丁目
- 浦堂本町

 え 
- 永楽町

 お 
- 大冠町1 - 3丁目
- 大塚
- 大塚町1 - 5丁目
- 大手町
- 大畑町
- 岡本町
- 奥天神町1 - 3丁目

### か行
か 
- 梶原
- 梶原1 - 6丁目
- 梶原中村町
- 春日町
- 上田辺町
- 上田部
- 上土室1 - 6丁目[9]
- 上本町
- 唐崎
- 唐崎北1 - 3丁目
- 唐崎中1 - 4丁目
- 唐崎西1 - 2丁目
- 唐崎南1 - 3丁目
- 花林苑
- 川久保
- 川添1 - 2丁目
- 川西町1 - 3丁目
- 上牧
- 上牧北駅前町
- 上牧町1 - 5丁目
- 上牧南駅前町
- 上牧山手町

 き 
- 北大樋町
- 北昭和台町
- 北園町
- 北柳川町
- 京口町

 く 
- 郡家新町
- 郡家本町

 こ 
- 高西町
- 神内
- 神内1 - 2丁目
- 黄金の里1丁目
- 古曽部町1 - 5丁目
- 寿町1 - 3丁目
- 五領町
- 紺屋町

### さ行
さ 
- 西面北1 - 2丁目[10]
- 西面中1 - 2丁目[11]
- 西面南1 - 4丁目[12]
- 幸町
- 栄町1 - 4丁目
- 桜ケ丘北町
- 桜ケ丘南町
- 桜町
- 沢良木町
- 三箇牧1 - 2丁目

 し 
- 芝谷町
- 芝生町1 - 4丁目[13]
- 清水台1 - 2丁目
- 下
- 下田部町1 - 2丁目
- 城西町
- 城東町
- 庄所町
- 城内町
- 城南町1 - 4丁目
- 城北町1 - 2丁目
- 昭和台町1 - 2丁目

 す 
- 須賀町
- 杉生
- 辻子1 - 3丁目[14]

 せ 
- 清福寺町

### た行
た 
- 大学町
- 大蔵司1 - 3丁目
- 大和1 - 2丁目
- 高垣町
- 高槻町
- 高見台
- 竹の内町
- 田能
- 玉川1 - 4丁目
- 玉川新町

 ち 
- 千代田町

 つ 
- 塚原1 - 6丁目
- 塚脇1 - 5丁目
- 月見町
- 堤町
- 津之江北町
- 津之江町1 - 3丁目

 て 
- 出丸町
- 寺谷町
- 天神町1 - 2丁目
- 天王町

 と 
- 道鵜町1 - 6丁目
- 桃園町
- 東和町
- 殿町
- 土橋町
- 登美の里町
- 富田丘町
- 富田町1 - 6丁目

### な行
な 
- 中川町
- 中畑
- 奈佐原
- 奈佐原1 - 4丁目
- 奈佐原元町
- 成合
- 成合北の町
- 成合中の町
- 成合西の町
- 成合東の町
- 成合南の町
- 南平台1 - 5丁目

 に 
- 西大樋町
- 西冠1 - 3丁目
- 西之川原1 - 2丁目
- 西真上1 - 2丁目
- 西町
- 西五百住町[15]
- 如是町
- 二料

 の 
- 野田1 - 4丁目
- 野田東1 - 2丁目
- 登町
- 野見町

### は行
は 
- 萩谷
- 萩谷月見台
- 萩之庄
- 萩之庄1 - 5丁目
- 白梅町
- 柱本
- 柱本1 - 7丁目
- 柱本新町
- 柱本南町
- 八丁畷町
- 八丁西町
- 服部
- 土室町[16]
- 原
- 番田1 - 2丁目

 ひ 
- 東天川1 - 5丁目
- 東上牧1 - 3丁目
- 東城山町
- 東五百住町1 - 3丁目[17]
- 氷室町1 - 6丁目
- 日向町
- 日吉台一 - 七番町

 ふ 
- 深沢町1 - 2丁目
- 深沢本町
- 藤の里町

 へ 
- 別所新町
- 別所中の町
- 別所本町
- 紅茸町

 ほ 
- 本町

### ま行
ま 
- 前島
- 前島1 - 5丁目
- 真上町1 - 6丁目
- 牧田町
- 松が丘1 - 4丁目
- 松川町
- 松原町

 み 
- 三島江
- 三島江1 - 4丁目
- 緑が丘1 - 3丁目
- 緑町
- 南芥川町
- 南大樋町
- 南庄所町
- 南総持寺町
- 南松原町
- 宮が谷町
- 宮田町1 - 3丁目
- 宮之川原1 - 5丁目
- 宮之川原元町
- 宮野町

 む 
- 紫町

 め 
- 名神町

### や行
や 
- 柳川町1 - 2丁目
- 八幡町
- 山手町1 - 2丁目
- 弥生が丘町

 よ 
- 淀の原町

### ら・わ行
り 
- 霊仙寺町1 - 2丁目

 わ 
- 若松町

## 地名の変遷
括弧内は大字の場合は旧自治体名、数字の場合は成立日もしくは廃止・変更日、町名の場合は旧町名である。

### 成立当初の地名
同市は1943年11月1日、三島郡高槻町に市制がしかれることによって成立した。
成立当時は町制時の大字を継承した以下の大字が編成されていた。
- 高槻（1968年廃止）
- 上田部
- 野中（旧大冠村、1968年廃止）
- 大塚（旧大冠村[18]）
- 下田部（旧大冠村、1968年廃止）
- 大塚町（旧大冠村、1968年廃止）
- 中小路（旧大冠村、1968年廃止）
- 番田（旧大冠村、1968年廃止）
- 東天川（旧大冠村、1969年廃止）
- 西天川（旧大冠村、1968年廃止）
- 西冠（旧大冠村、1968年廃止）
- 辻子（旧大冠村、1968年廃止）
- 土橋（旧大冠村、1968年廃止）
- 野田（旧大冠村、1969年廃止）
- 芥川（旧芥川町）
- 郡家（旧芥川町）
- 真上（旧清水村、1989年廃止）
- 服部（旧清水村）
- 原（旧清水村）
- 萩谷（旧清水村）
- 下（旧磐手村）
- 別所（旧磐手村、1968年廃止）
- 安満（旧磐手村、1969年廃止）
- 古曽部（旧磐手村、1969年廃止）
- 川窪（旧磐手村）
- 成合（旧磐手村）
- 西五百住（旧如是村、1967年廃止）
- 東五百住（旧如是村、1967年廃止）
- 芝生（旧如是村、1972年廃止）
- 津之江（旧如是村、1967年廃止）
- 庄所（旧如是村、1968年廃止）

### 周辺町村の編入
1948年から1958年にかけて市内に周辺の1町4村が編入され、編入各町村の大字を継承した以下の大字が編成された。旧自治体ごとに列挙する。なお1958年には京都府南桑田郡樫田村との全国初の越境合併が行われている。
 阿武野村（1948年1月1日編入） 
- 土室
- 氷室（1970年廃止）
- 岡本（1970年廃止）
- 奈佐原
- 霊仙寺（1989年廃止）
- 宮田（1967年廃止）
- 塚原
- 赤大路（1967年廃止）
- 宿名（1970年廃止）

 五領村（1950年11月1日編入） 
- 梶原
- 井尻（1969年廃止）
- 鵜殿
- 萩庄
- 神内
- 上牧
- 前島

 三箇牧村（1955年4月3日編入） 
- 三島江
- 唐崎
- 柱本
- 西面

 富田町（1956年9月30日編入） 
- 富田町[19]（1967年廃止）

 京都府南桑田郡樫田村（1958年4月1日編入） 
- 出灰
- 杉生
- 田能
- 中畑
- 二料

### 町名の設置
1957年から主に区画整理による住居表示によって現在までに以下の町名が設置されている。以下成立年別に記す。
 1957年（昭和32年） 
- 富田町昭和台（11月9日、富田町、1965年廃止）

 1959年（昭和34年） 
- 天王町（成立日不明、野田）

 1961年（昭和36年） 
- 北昭和台（3月18日、赤大路・富田町、1965年廃止）
- 富田柳川町1 - 2丁目（12月8日告示、富田町、1967年廃止）

 1963年（昭和38年） 
- 藤の里（3月25日告示、西天川、1966年廃止）
- 桜町（7月1日、芥川・上田部・庄所）
- 明田町（7月1日、上田部・芥川）
- 上田辺町（7月1日、上田部）
- 紺屋町（7月1日、上田部・古曽部）
- 高槻町（7月1日、古曽部・高槻・上田部）
- 北園町（7月1日、古曽部・高槻）
- 大学町（7月1日、古曽部）
- 八丁西町（7月1日、古曽部）
- 中川町（7月1日、芥川・上田部・庄所）
- 城西町（7月1日、上田部・庄所・高槻）
- 庄所町（7月1日、高槻・庄所）
- 桃園町（7月1日、芥川・上田部）
- 城北町1 - 2丁目（7月1日、高槻・上田部・古曽部）
- 野見町（7月1日、高槻・上田部）
- 大手町（7月1日、高槻）
- 京口町（7月1日、高槻・西天川）
- 上本町（7月1日、高槻・西天川）
- 出丸町（7月1日、高槻・上田部）
- 城内町（7月1日、高槻）
- 土橋町（7月1日、高槻・土橋）
- 本町（7月1日、高槻・西天川）
- 八幡町（7月1日、高槻・西天川・土橋）
- 城東町（7月1日、西天川）
- 春日町（7月1日、西天川）

 1964年（昭和39年） 
- 殿町（6月1日、芥川）
- 紫町（6月1日、芥川）
- 芥川町1 - 4丁目（6月1日、芥川・上田部）
- 南芥川町（6月1日、芥川）
- 月見町（6月1日、真上）
- 真上町1 - 6丁目（6月1日、真上・芥川、はじめ1 - 2丁目を編成、3 - 6丁目は1968年6月1日成立）
- 天神町1 - 2丁目（6月1日、上田部・真上・芥川・古曽部）
- 白梅町（6月1日、上田部・古曽部）
- 古曽部町1 - 5丁目（6月1日、古曽部・上田部・奥天神町3丁目・別所本町、はじめ1 - 3丁目を編成、4 - 5丁目は1975年6月1日成立）
- 日吉台壱番町→日吉台一番町（12月28日告示、成合・芥川・服部、1969年6月1日日吉台一番町に改称）
- 日吉台弐番町→日吉台二番町（12月28日告示、成合・芥川、1969年6月1日日吉台二番町に改称）
- 日吉台参番町→日吉台三番町（12月28日告示、服部・芥川、1969年6月1日日吉台三番町に改称）
- 日吉台四番町（12月28日告示、芥川・成合）
- 日吉台五番町（12月28日告示、成合）

 1965年（昭和40年） 
- 北昭和台町（6月1日、富田町・赤大路・北昭和台）
- 昭和台町1 - 2丁目（6月1日、富田町・富田町昭和台）
- 富田町1 - 6丁目（6月1日、富田町・西五百住・富田町昭和台・北昭和台）
- 桜ケ丘北町（6月1日、西五百住・東五百住）
- 桜ケ丘南町（6月1日、西五百住・東五百住）
- 西五百住町（6月1日、西五百住・富田町）
- 東五百住町1 - 3丁目（6月1日、東五百住）
- 登美の里町（6月1日、西五百住・東五百住）

 1966年（昭和41年） 
- 八丁畷町（6月1日、安満・野田）
- 松原町（6月1日、安満）
- 南松原町（6月1日、安満）
- 千代田町（6月1日、安満・野田）
- 高垣町（6月1日、下・野田・安満）
- 緑町（6月1日、下・野田・安満）
- 宮野町（6月1日、野田・下）
- 野田町（6月1日、野田・東天川・下、1974年廃止）
- 沢良木町（6月1日、西天川）
- 藤の里町（6月1日、藤の里・西天川・東天川）
- 日向町（6月1日、西天川）
- 明野町（6月1日、野田・東天川・西天川）
- 永楽町（6月1日、東天川・西天川）
- 天川町（6月1日、野中・東天川・西天川・藤の里）
- 東天川町（6月1日、東天川・野田・前島・野中、1974年廃止）
- 須賀町（6月1日、前島・野中・西天川）

 1967年（昭和42年） 
- 名神町（5月19日告示、真上）
- 西真上1 - 2丁目（5月19日告示、真上・芥川、はじめ1丁目のみ編成、2丁目は1968年6月1日成立）
- 南平台（6月1日、服部・奈佐原・郡家・岡本、1977年廃止）
- 土室町（6月1日、土室）
- 氷室町1 - 6丁目（6月1日、氷室・土室・岡本、はじめ1 - 4丁目を編成、5 - 6丁目は1970年11月1日成立）
- 岡本町（6月1日、岡本）
- 宮田町1 - 3丁目（6月1日、宮田・西五百住・富田町）
- 赤大路町（6月1日、赤大路）
- 富田丘町（6月1日、赤大路・富田町）
- 大畑町（6月1日、西五百住・富田町）
- 幸町（6月1日、宮田・西五百住・東五百住）
- 郡家本町（6月1日、郡家・岡本）
- 郡家新町（6月1日、郡家）
- 今城町（6月1日、郡家・東五百住）
- 朝日町（6月1日、芥川・郡家・東五百住・津之江）
- 清福寺町（6月1日、芥川・郡家）
- 川西町1 - 3丁目（6月1日、芥川・郡家・津之江）
- 津之江町1 - 3丁目（6月1日、津之江・芝生）
- 芝生町1 - 4丁目（6月1日、芝生・唐崎・津之江・富田町）
- 如是町（6月1日、東五百住）
- 寿町（6月1日、富田町、1973年廃止）
- 栄町（6月1日、富田町、1973年廃止）
- 西町（6月1日、富田町）
- 川添町（6月1日、富田町、1976年廃止）
- 牧田町（6月1日、富田町）
- 北柳川町（6月1日、富田町）
- 柳川町1 - 2丁目（6月1日、富田柳川町1 - 2丁目・富田町）
- 南総持寺町（6月1日、富田町）
- 辻子1 - 3丁目（11月1日、辻子・中小路・野中・西天川、はじめ2丁目のみ編成、1丁目・3丁目は1968年6月1日成立）
- 大冠町1 - 3丁目（11月1日、野中・中小路・辻子、はじめ3丁目のみ編成、1 - 2丁目は1968年6月1日成立）

 1968年（昭和43年） 
- 安岡寺町1 - 6丁目（6月1日、服部・芥川、はじめ1 - 4丁目を編成、5 - 6丁目は1973年6月1日4丁目の一部より成立）
- 寺谷町（6月1日、服部）
- 黄金の里1丁目（6月1日、服部・原）
- 東城山町（6月1日、服部・原）
- 塚脇1 - 5丁目（6月1日、服部・奈佐原、はじめ1 - 4丁目を編成、5丁目は1970年11月1日成立）
- 宮之川原1 - 5丁目（6月1日、服部・芥川）
- 宮之川原元町（6月1日、服部）
- 西之川原1 - 2丁目（6月1日、服部）
- 大蔵司1 - 3丁目（6月1日、服部）
- 芝谷町（6月1日、服部）
- 浦堂本町（6月1日、服部・真上）
- 浦堂1 - 3丁目（6月1日、服部・真上）
- 緑が丘1 - 3丁目（6月1日、真上）
- 奥天神町1 - 3丁目（6月1日、古曽部・真上）
- 紅茸町（6月1日、安満・別所）
- 別所本町（6月1日、別所・成合）
- 別所中の町（6月1日、別所）
- 別所新町（6月1日、別所）
- 安満新町（6月1日、安満）
- 安満北の町（6月1日、安満）
- 安満西の町（6月1日、安満）
- 安満中の町（6月1日、安満）
- 安満東の町（6月1日、安満）
- 山手町1 - 2丁目（6月1日、下、はじめ1丁目のみ編成、2丁目は1969年6月1日成立）
- 南庄所町（6月1日、庄所）
- 高西町（6月1日、高槻・庄所）
- 下田部町1 - 2丁目（6月1日、下田部・庄所）
- 城南町1 - 4丁目（6月1日、高槻・土橋・西冠・中小路・野中・西冠2丁目、はじめ1 - 3丁目を編成、4丁目は1969年6月1日成立）
- 西冠1 - 3丁目（6月1日、辻子・土橋・西冠・野中・中小路）
- 若松町（6月1日、野中・辻子・中小路）
- 松川町（6月1日、西天川・野中・辻子・中小路）
- 東和町（6月1日、野中・中小路・辻子）
- 深沢町1 - 2丁目（6月1日、野中・中小路・土橋・辻子）
- 深沢本町（6月1日、野中・中小路）
- 堤町（6月1日、野中・辻子・大塚・中小路・西冠・大塚町）
- 登町（6月1日、野中・大塚・中小路・辻子・下田部・大塚町・西冠）
- 北大樋町（6月1日、野中・大塚・中小路・辻子・西冠）
- 南大樋町（6月1日、大塚・番田・大塚町）
- 西大樋町（6月1日、大塚・番田・大塚町）
- 番田1 - 2丁目（6月1日、番田・大塚・大塚町）
- 竹の内町（6月1日、大塚）
- 大塚町1 - 5丁目（6月1日、大塚町・大塚・番田）

 1969年（昭和44年） 
- 弥生が丘町（6月1日、成合）
- 成合北の町（6月1日、成合）
- 成合西の町（6月1日、成合）
- 成合中の町（6月1日、成合）
- 成合東の町（6月1日、成合）
- 成合南の町（6月1日、成合）
- 日吉台六番町（6月1日、成合）
- 宮が谷町（6月1日、古曽部・成合）
- 安満御所の町（6月1日、安満）
- 安満磐手町（6月1日、安満）
- 萩之庄1 - 5丁目（6月1日、萩之庄・鵜殿・梶原・上牧）
- 井尻1 - 2丁目（6月1日、井尻・梶原・上牧・萩之庄・鵜殿）
- 梶原1 - 6丁目（6月1日、梶原・井尻・上牧・神内・萩之庄）
- 五領町（6月1日、梶原・井尻・上牧）
- 梶原中村町（6月1日、梶原・上牧）
- 上牧山手町（6月1日、神内・上牧・梶原）
- 上牧北駅前町（6月1日、神内・上牧・梶原）
- 上牧南駅前町（6月1日、神内・上牧）
- 東上牧1 - 3丁目（6月1日、神内・上牧）
- 淀の原町（6月1日、神内・上牧）
- 上牧町1 - 5丁目（6月1日、上牧・梶原・井尻・鵜殿）
- 道鵜町1 - 6丁目（6月1日、梶原・上牧・井尻・鵜殿・東天川・野田・萩之庄）
- 野田東1 - 2丁目（6月1日、野田・梶原・東天川・萩之庄）
- 東天川1 - 5丁目（6月1日、東天川・野田・東天川町、はじめ4 - 5丁目を編成、1 - 3丁目は1974年6月1日成立）
- 前島1 - 5丁目（6月1日、前島・梶原・東天川・上牧）
- 大和1 - 2丁目（成立日不明、塚原・奈佐原）

 1970年（昭和45年） 
- 塚原1 - 6丁目（11月1日、塚原・宿名）
- 阿武野1丁目（11月1日、塚原・奈佐原・土室・上土室3丁目、はじめ1丁目のみ編成、2丁目は1992年6月1日成立）
- 上土室1 - 6丁目（11月1日、土室・塚原・宿名）
- 奈佐原1 - 4丁目（11月1日、奈佐原・土室）
- 奈佐原元町（11月1日、奈佐原）
- 松が丘1 - 4丁目（11月1日、芥川・原）

 1971年（昭和46年） 
- 津之江北町（2月1日、川西町3丁目）

 1972年（昭和47年） 
- 唐崎北1 - 3丁目（6月1日、唐崎・芝生）
- 唐崎西1 - 2丁目（6月1日、唐崎・西面）
- 唐崎中1 - 4丁目（6月1日、唐崎）
- 唐崎南1 - 3丁目（6月1日、唐崎・西面）
- 玉川1 - 4丁目（6月1日、唐崎・西面）
- 西面北1 - 2丁目（6月1日、西面・三島江）
- 西面中1 - 2丁目（6月1日、西面・三島江）
- 西面南1 - 4丁目（6月1日、西面）
- 三箇牧1 - 2丁目（6月1日、西面・三島江）
- 三島江1 - 4丁目（6月1日、西面・三島江・柱本）
- 柱本新町（6月1日、柱本・西面）
- 柱本1 - 7丁目（6月1日、柱本・三島江・西面）
- 柱本南町（6月1日、柱本）

 1973年（昭和48年） 
- 栄町1 - 4丁目（6月1日、栄町）
- 寿町1 - 3丁目（6月1日、寿町）

 1974年（昭和49年） 
- 日吉台七番町（6月1日、成合西の町）
- 野田1 - 4丁目（6月1日、野田町）

 1975年（昭和50年） 
- 天川新町（6月1日、天川町）

 1976年（昭和51年） 
- 川添1 - 2丁目（6月1日、川添町）

 1977年（昭和52年） 
- 南平台1 - 5丁目（6月1日、南平台）

 1988年（昭和63年） 
- 玉川新町（6月1日、西面）
- 清水台1 - 2丁目（6月1日、原・松が丘3 - 4丁目）

 1989年（平成元年） 
- 高見台（6月1日、真上）
- 霊仙寺町1 - 2丁目（6月1日、霊仙寺・奈佐原）
- 萩谷月見台（6月1日、萩谷）

 1994年（平成6年） 
- 美しが丘1 - 2丁目（11月1日、奥天神町1丁目、3丁目・古曽部町4 - 5丁目・別所本町）

 2001年（平成13年） 
- 花林苑（5月1日、成合西の町）

### 通称町名
住居表示実施以前は、正式な地名は大字芥川、大字上田部、大字高槻などであったが、大字の区域が広域であるために、市民生活の中では細分化された通称町名が用いられていた。住民が使用するだけではなく、市の連絡所の担当区域、小中学校の校区、投票所の区域、ごみの回収日、民生委員の担当区域など行政も使用していた。現在でも自治会の名称にその名を遺す町名も見受けられる。

#### JR線以北
- 相生町
- 一里塚
- 井戸之町
- 観念寺
- 北札場町
- 栄町（現在の栄町とは異なる）
- 阪口町
- 末広町
- 千草町
- 天神前
- 土居仲町
- 殿垣内
- 西仲町
- 東之町
- 東仲之町
- 日の出町
- 札場町
- 元町
- 柳原町
- 若葉町

#### JR線以南
- 一丁田
- 魚屋町
- 馬町
- 川之町
- 北大手
- 北組
- 北園町
- 蔵屋敷
- 紺屋町
- 新川之町
- 新京町
- 新本町
- 田町
- 出屋敷
- 常盤町
- 西紺屋町
- 西堀側
- 本郷
- 本町（現在の本町とは異なる）
- 松原町（現在の松原町とは異なる）
- 南蔵屋敷
- 南園町
- 八幡町
- 横町

## 参考資料
- 角川日本地名大辞典 27 大阪府（1983年、角川書店）
- 高槻市例規集

## 補足
1. ↑  「 あま いわてちょう」と読む。
2. ↑  「 あま きたのちょう」と読む。
3. ↑  「 あま ごしょのちょう」と読む。
4. ↑  「 あま しんまち」と読む。
5. ↑  「 あま なかのちょう」と読む。
6. ↑  「 あま にしのちょう」と読む。
7. ↑  「 あま ひがしのちょう」と読む。
8. ↑  「 いずりは 」と読む。
9. ↑  「 かみはむろ 」と読む。
10. ↑  「 さいめ きた」と読む。
11. ↑  「 さいめ なか」と読む。
12. ↑  「 さいめ みなみ」と読む。
13. ↑  「 しぼ ちょう」と読む。
14. ↑  「 ずし 」と読む。
15. ↑  「 にしよすみ ちょう」と読む。
16. ↑  「 はむろ ちょう」と読む。
17. ↑  「 ひがしよすみ ちょう」と読む。
18. ↑  角川日本地名大辞典や例規集では1968年廃止とされているが、今でも淀川の沿岸部に地名が残っている。
19. ↑  「角川日本地名大辞典 27 大阪府」には富田とある。

## 関連リンク
- 高槻市ホームページ